# یواس‌اس ناشاونا (ای‌جی-۱۴۲)
یواس‌اس ناشاونا (ای‌جی-۱۴۲) (به انگلیسی: USS Nashawena (AG-142)) یک کشتی بود که طول آن 154' بود.